# Zosin (Wola Chomejowa)
Zosin – kolonia wsi Wola Chomejowa w Polsce, położona w województwie lubelskim, w powiecie radzyńskim, w gminie Borki.
W latach 1975–1998 kolonia administracyjnie należała do ówczesnego województwa lubelskiego.